# Васильчиков, Георгий Сергеевич
Князь Гео́ргий Серге́евич Васи́льчиков (1890 — 7 (20) июля 1915) — подпоручик лейб-гвардии 4-го стрелкового полка, герой Первой мировой войны.

## Биография
Сын генерала от кавалерии князя Сергея Илларионовича Васильчикова и жены его Марии Николаевны Исаковой.
В 1914 году — унтер-офицер лейб-гвардии 4-го стрелкового Императорской фамилии полка, 12 июля 1914 года произведен в подпоручики. В Первую мировую войну вступил рядах стрелков Императорской фамилии. Убит 7 июля 1915 года. Посмертно удостоен ордена Св. Георгия 4-й степени
За то, что в бою 7 июля 1915 года у д. Сенница-Королевская, командуя ротой Его Величества, получив приказание выбить германцев из окопов к северу от указанной деревни, двинулся во главе роты в атаку и, несмотря на убийственный ружейный, пулеметный и артиллерийский огонь противника, подойдя к окопам, первый в них ворвался, увлекая за собой своих людей. В результате после горячей штыковой свалки все немцы были перебиты и этот важный окоп остался за нами. Во время этого боя, подпоручик князь Васильчиков пал смертью храбрых.

## Награды
- Орден Святой Анны 4-й ст. с надписью «за храбрость» (ВП 26.11.1914)
- Орден Святого Станислава 3-й ст. с мечами и бантом (ВП 26.11.1914)
- Орден Святого Станислава 2-й ст. с мечами (ВП 3.03.1915)
- Орден Святой Анны 2-й ст. с мечами (ВП 13.05.1915)
- Орден Святого Владимира 4-й ст. с мечами и бантом (ВП 3.06.1915)
- Орден Святого Георгия 4-й ст. (ВП 5.02.1916)